# Just Be Free
Just Be Free neslužbeni je album američke pop pjevačice Christine Aguilere. Na njemu su demosnimke urađene kad je ona imala između 14 i 15 godina. Ove snimke nikad nisu trebale biti objavljene u javnosti, već su korištene kao alat za ulaz u glazbenu industriju.

## Popis pjesama
1. "Just Be Free" (Bob Allecca; Michael Brown; Christina Aguilera) – 3:43
2. "By Your Side" (Bob Allecca; Michael Brown; Christina Aguilera) – 4:07
3. "Move It" (Dance Mix) (Bob Allecca; Michael Brown; Christina Aguilera) – 3:55
4. "Our Day Will Come" (Mort Garson; Bob Hilliard) – 4:05
5. "Believe Me" (Bob Allecca; Michael Brown; Christina Aguilera) – 4:17
6. "Make Me Happy" (LaForest Cope; Michael Brown) – 3:54
7. "Dream a Dream" (Bob Allecca; Michael Brown; Christina Aguilera) – 4:51
8. "Move It" (Bob Allecca; Michael Brown; Christina Aguilera) – 3:44
9. "The Way You Talk to Me" (Bob Allecca; Michael Brown; Christina Aguilera) – 3:37
10. "Running out of Time" (Bob Allecca; Michael Brown; Christina Aguilera) – 4:05
11. "Believe Me" (Dance Remix) (Bob Allecca; Michael Brown; Christina Aguilera) – 4:36
12. "Just Be Free" (na španjolskom) (Bob Allecca; Michael Brown; Christina Aguilera) – 3:41

## Impresum
- Christina Aguilera – vokali, pozadinski vokali
- Bob Alecca – glavni producent
- Michael Brown - glavni producent
- Bryan N. Calhoun - A&R nadzor
- Amy Knong – dizajn
- Eliud "Liu" Ortiz – inženjer miksete
- Greg Smith – pomoćni inženjer miksete
- Chris Gehringer – inženjer montaže

## Dodatak impresumu
- "Just Be Free" – koproducirana i remiksirana od Setha Lawrenca Bermana i Seana Tyasa
- "By Your Side" - koproducirana i remiksirana od The Platinum Brothers
- "Move It" - koproducirana i remiksirana od Williama "Preza" Busha
- "Our Day Will Come" - koproducirana i remiksirana od Christophera Stara

## Top ljestvice
| Ljestvica (2001.) | Najviša pozicija | Prodaja |
| ----------------- | ---------------- | ------- |
| SAD Billboard 200 | 71               | 128,000 |

## Povijest objavljivanja
| Regija                 | Datum               |
| ---------------------- | ------------------- |
| SAD                    | 21. kolovoza 2001.  |
| Ujedinjeno Kraljevstvo | 26. studenoga 2001. |